# Norm Breyfogle
 (octobre 2012).
Norman Keith Breyfogle, dit Norm Breyfogle (né le 27 février 1960 à Iowa City (Iowa, États-Unis) et mort le 24 septembre 2018 à Houghton dans l'État américain du Michigan), est un dessinateur américain de comics.
Dessinateur de Batman entre 1987 et 1995, il a créé les personnages Prime, pour Malibu Comics, et Metaphysique.

## Biographie
Ses parents divorcent avant qu'il gagne le prix du The Daily Mining Gazette, un journal de Houghton (Michigan) en 1976 : « Norm Breyfogle: Near Master Cartoonist at 16 ».
Élève d'Andrew Benson, il produit Tech-Teampour la Michigan Technological University.
Il rejoint l'université du Michigan et en 1980, il illustre Bunyan: Lore’s Loggin’ Hero chez Book Concern. En 1982, Norm Breyfogle va en Californie et travaille pour le programme Space Shuttle.

### Batman
Avec le scénariste Alan Grant, Norm Breyfogle travaille pour Detective Comics. Il dessine Batman pendant six ans de 1987 à 1993, puis il passe à Shadow of the Bat de 1992 à 1993. Suivent Holy Terror (an Elseworlds Story) et Batman: Birth of the Demon où sont créés Le Ventriloque, Anarky, Jeremiah Arkham et Zsasz.

## Récompenses
- Squiddy Awards en 1989 et 1991

### Interviews
- (en) DC MULTIVERSE
- (en) Mxypedia.com
- (en) Norm Breyfogle & Alan Grant 'Pro-To-Pro' Interview @ Adelaide Comics And Books
- (en) Norm Breyfogle @ Adelaide Comics And Books
- (en) BATMAN: Alan Grant & Norm Breyfogle Speak Out, 6 janvier 2007
- (en) Norm Breyfogle interview sur Oyfication.net.
- (en) Jeffery Klaehn, A Conversation With Norm Breyfogle, Graphic Novel Reporter, décembre 2009.
- (en) Norm Breyfogle on possible agism in comics, interview par Cary Ashby, 30 mars 2010
- (pl + en) Interview Komiksu w Lodzi, sur Youtube.com
- (en) Interview Comic Book Late Night, sur Youtube.com
- Extrait d'un travail de Norm Breyfogle sur un dessin de Batman pendant l'International Festival of Comics and Games de Lodz (Pologne), octobre 2010